# Miss you (Mr.Childrenのアルバム)
『miss you』（ミス・ユー）は、日本のバンド・Mr.Childrenの21枚目のオリジナルアルバム。2023年10月4日にトイズファクトリーより発売された。
全13曲収録。収録曲はすべて新曲かつノンタイアップとなっている。メンバー4人だけで集まりプライベートスタジオで制作された。

## 背景
2022年、Mr.Childrenはメジャー・デビュー30周年を迎え、上半期にはベスト・アルバム『Mr.Children 2011-2015』『Mr.Children 2015-2021 & NOW』のリリースならびに新曲「永遠」「生きろ」の発表、およびドーム・スタジアムツアー『Mr.Children 30th Anniversary Tour 半世紀へのエントランス』を開催。その後、2022年12月には東宝配給映画『Mr.Children「GIFT for you」』が公開されたものの、バンドとしての表立った活動は数本のライブやイベントにゲスト出演するに留まり、新たな楽曲リリースなどは行なわれていなかった。そんな中、2023年7月21日に本作の発売を突如発表。前述の「永遠」「生きろ」も収録されず、バンド史上初の収録曲がすべて新曲で構成されるアルバムとなった。また、収録曲すべてがノンタイアップでのリリースとなり、これはオリジナルアルバムとしては1stアルバム『EVERYTHING』以来のことである。

## 制作
本作は、主にメンバー4人だけでプライベートスタジオに集まり制作され、レコーディング・エンジニアには桜井和寿の名前もクレジットされている。「ケモノミチ」では、前作『SOUNDTRACKS』およびベスト・アルバム『Mr.Children 2015-2021 & NOW』収録曲である「生きろ」に続き、スティーヴ・フィッツモーリスがレコーディング・エンジニアとして参加し、サイモン・ヘイルがストリングスのアレンジを手掛けている。そのほか、フィッツモーリスは「Are you sleeping well without me?」「LOST」でもレコーディング・エンジニアを務めている。
また、2015年に開催されたZepp対バンツアー『Mr.Children 2マンLIVE』のZepp Sapporo公演で共演した小谷美紗子が本作のレコーディングに参加。「deja-vu」ではピアノ、「おはよう」ではピアノおよびコーラスを担当している。レコーディング参加は田原健一が提案したといい、小谷は「メンバーの皆さんを前に緊張して堂々と弾けないかもと思ったけど、名曲を弾く喜びが勝り名曲に導かれました」とコメントしている。
本作のマスタリングは、前作『SOUNDTRACKS』に引き続きニューヨークにあるスタジオ・Sterling Soundのランディ・メリルが担当。

## 音楽性
本作について、桜井和寿は「すごく特殊なアルバム」であるとコメントしている。収録曲の多くは聴き手の存在を意識せず作られており、「自分に近い音楽」「自分自身が声になって、音楽になったような作品」だという。桜井は「今までは期待されていることに応えるというか、こういうのを聴きたいだろうなとか、どこかそれを狙っていたり、コントロールしたりしていた」が、今回はそれが全くないアルバムであるため、「"Mr.Children"としての役割とかそういったものを全く背負っていない」「世の中に出していいのか、どうなのか悩むくらいの物だった」と語っている。一方、「批判や物足りないっていう人の意見が、大多数であっても『それでも今僕らが出したいのはこれなんだ』っていう作品をリリースするような感覚でいました」「こんだけ自分たちに正直な音楽を作って届かないんだったら、なんの反省も生じないというか。あ、ここ手抜きしたな、というのもないし。ほんと後悔のないアルバムですね」とも発言している。
また、本作では田原健一が中心となり引っ張ってくれたと桜井は明かしている。レコーディングでは、バンドはあまり関与せず音を過剰に足さないようにすることを田原が提案し、「まだ何か足りないっていうぐらい、“でも足りないからこそ、歌の中にある大事なものを伝えたい、ちゃんと聞かせていこう”っていう様なプランだったんです。その音楽的武装をしていくのは、アルバムの中ではなくてライブでやろうっていう様な感じではあった」と桜井は振り返っている。そのため、「ライブをすることで、やっとバンドとしての音作品になっていっているような気がします」とも語っている。
なお、本作では「音楽が持っている『あえての余白』=リスナーとの距離を、言葉で埋めたり、説明したり解説したりしないでおきたかった。たくさんの誤解や矛盾を楽しんで欲しかった」という理由から、リリースに伴う雑誌などのインタビュー取材には応じていない。田原は「何も言わずに、みなさんにそっと聴いてもらいたいなと思って。それが一番このアルバムに相応しいような気がして。今回のアルバムは、弱さとか儚さ、淡さ、そういうものを多く含んでいるように思っていて。だからこそ、そういったものを壊さない形で出したかったんだろうな、と改めて思う」と振り返っている。

## リリース・プロモーション
完全生産限定盤と通常盤の2形態で発売。完全生産限定盤はLIMITED BOX仕様（特製ペーパートレイ仕様）、通常盤は三方背スリーブケース仕様（デジパック仕様）となっており、両盤ともにPHOTOブックレットが封入されている。また、先着特典としてステッカーが付属している。
オリジナルアルバムとしては前作『SOUNDTRACKS』以来約2年10か月ぶりとなるリリース。
本作発売発表と同時に、ホールツアー『Mr.Children tour 2023/24 miss you』（後述）の開催も発表された。
2023年11月8日より、本作のダウンロード・サブスクリプション配信が開始された。

## アートワーク
本作のアートディレクターは森本千絵が担当。ジャケットの写真は藤井保によるもので、オリジナルアルバムとしては9thアルバム『Q』以来約23年ぶりに桜井和寿がジャケットに登場している。

## ツアー

### Mr.Children tour 2023/24 miss you
本作発売前後の2023年9月16日から翌年3月8日まで、21会場39公演に渡るホールツアー『Mr.Children tour 2023/24 miss you』を開催。Mr.Childrenとしては『Mr.Children Hall Tour 2017 ヒカリノアトリエ』以来約6年半ぶりのホールツアーで、最終日である2024年3月8日の奄美川商ホール公演は追加公演として開催され、Mr.Childrenにとって初となる奄美大島でのライブとなった。
本ツアーでは、本作収録曲である「青いリンゴ」「Fifty's map ～おとなの地図」「Are you sleeping well without me?」「LOST」「アート=神の見えざる手」「雨の日のパレード」「Party is over」「We have no time」「ケモノミチ」「おはよう」の10曲が初披露された。
サポートメンバーとしてSUNNY（キーボード・コーラス）と、ドーム・スタジアムツアー『Mr.Children DOME & STADIUM TOUR 2017 Thanksgiving 25』以来6年ぶりに山本拓夫（サクソフォーン・フルート）が参加。計6人編成での演奏、パフォーマンスとなった。また、2024年1月13日 - 14日の東京国際フォーラム ホールA公演では、本作のレコーディングにも参加した小谷美紗子がサプライズゲストとして出演し、「deja-vu」「おはよう」が披露された。「deja-vu」はライブ初披露となり、またツアーにおいても本公演のみでの演奏となった。
2023年12月17日に行なわれた大阪・フェスティバルホール公演の模様は、ライブ・ビデオ『miss you LIVE』で映像化された。

### Mr.Children tour 2024 miss you arena tour
2024年7月6日から11月3日まで、12会場26公演に渡るアリーナツアー『Mr.Children tour 2024 miss you arena tour』を開催。ホールツアー『Mr.Children tour 2023/24 miss you』最終日である2024年3月8日に発表され、『Mr.Children Tour 2018-19 重力と呼吸』以来約5年半ぶりとなるアリーナツアーとなった。10月26日 - 27日のKアリーナ横浜公演および11月2日 - 3日の大阪城ホール公演は追加公演として開催され、初日のららアリーナ 東京ベイ公演は同会場のこけら落としとなった。
本ツアーでは、本作収録曲である「I MISS YOU」「Fifty's map ～おとなの地図」「青いリンゴ」「Are you sleeping well without me?」「LOST」「アート=神の見えざる手」「雨の日のパレード」「Party is over」「We have no time」「ケモノミチ」の10曲が披露された。
サポートメンバーとしてSUNNY（キーボード・コーラス）、山本拓夫（サクソフォーン・フルート）がホールツアーから引き続き参加。計6人編成での演奏、パフォーマンスとなった。
本ツアーに先立って、2024年6月23日 - 24日に東京ガーデンシアターでファンクラブ会員限定ライブ『FATHER & MOTHER Special Prelive 2024.6.23-24 TOKYO GARDEN THEATER』を開催。本ライブでは「I MISS YOU」がライブ初披露された。
ツアー最終日となる2024年11月3日に行なわれた大阪城ホール公演の模様は、ライブ・ビデオ『miss you LIVE』で映像化されたほか、2025年5月2日にMr.Childrenの公式YouTubeチャンネルでプレミア公開され、5月11日まで期間限定公開された。

## 評価

### 批評
音楽ライターの森朋之は、本作に関して「決して派手さはないが、聴き返すたびに新たな発見がある。小さな気づきが折り重なりながら、リスナー自身の日々が少しずつ豊かになり、もうちょっとがんばってみようという気分に導かれる――このアルバムにはそんな滋味深さがたっぷりと込められていると思う」と評している。また、音楽ライターの高橋智樹は、「今作の13曲からは――リバーブなど音響成分を抑えたミックスの質感も相俟って――共感や共鳴といった言葉では表現しきれない、あるがままの自分の日常の清濁とともに一音一音脈打つような、これまでのアルバム以上に密接な浸透力を感じた」とコメントしている。

### 受賞
| 年     | 音楽賞                   | 結果      |
| ------ | ------------------------ | --------- |
| 2024年 | 第16回CDショップ大賞2024 | 入賞 <赤> |

## チャート成績
初週で約16.5万枚を売り上げ、2023年10月16日付のオリコン週間アルバムチャート、および10月11日公開のBillboard JAPAN週間総合アルバムチャート「Billboard Japan Hot Albums」で共に初登場1位を獲得。アルバム1位獲得は通算20作目となり、男性アーティストの「アルバム通算1位獲得作品数」記録をB'zに次ぎKinKi Kidsと並ぶ歴代2位タイとした。
ダウンロード配信が開始した週となる2023年11月20日付のオリコン週間デジタルアルバムチャート、および11月15日公開のBillboard JAPAN週間ダウンロードアルバムチャート「Billboard Japan Download Albums」では、約0.5万ダウンロードを計上し共に初登場1位を記録した。

## 収録内容
| 全作詞・作曲: 桜井和寿、全編曲: Mr.Children。 |                                       |           |            |                    |      |
| #                                             | タイトル                              | 作詞      | 作曲・編曲 |                    | 時間 |
| 1.                                            | 「I MISS YOU」                        | 桜井和寿  | 桜井和寿   |                    | 4:32 |
| 2.                                            | 「Fifty's map ～おとなの地図」        | 桜井和寿  | 桜井和寿   |                    | 4:50 |
| 3.                                            | 「青いリンゴ」                        | 桜井和寿  | 桜井和寿   |                    | 3:27 |
| 4.                                            | 「Are you sleeping well without me?」 | 桜井和寿  | 桜井和寿   |                    | 3:33 |
| 5.                                            | 「LOST」                              | 桜井和寿  | 桜井和寿   |                    | 3:43 |
| 6.                                            | 「アート=神の見えざる手」             | 桜井和寿  | 桜井和寿   |                    | 3:42 |
| 7.                                            | 「雨の日のパレード」                  | 桜井和寿  | 桜井和寿   |                    | 4:00 |
| 8.                                            | 「Party is over」                     | 桜井和寿  | 桜井和寿   |                    | 4:37 |
| 9.                                            | 「We have no time」                   | 桜井和寿  | 桜井和寿   |                    | 3:38 |
| 10.                                           | 「ケモノミチ」                        | 桜井和寿  | 桜井和寿   | 弦編曲: Simon Hale | 3:58 |
| 11.                                           | 「黄昏と積み木」                      | 桜井和寿  | 桜井和寿   |                    | 4:11 |
| 12.                                           | 「deja-vu」                           | 桜井和寿  | 桜井和寿   | 管編曲: 山本拓夫   | 2:50 |
| 13.                                           | 「おはよう」                          | 桜井和寿  | 桜井和寿   |                    | 4:53 |
| 合計時間:                                     | 合計時間:                             | 合計時間: | 52:00      |                    |      |

## 楽曲解説
1. I MISS YOU
2. Fifty's map ～おとなの地図
  - 本アルバム発売前日である2023年10月3日より先行配信された[64]。
  - タイトルは尾崎豊の楽曲「十七歳の地図」に由来する。桜井和寿曰く「あのとき学生だった我々世代が、50歳ぐらいになったときに歌える曲」として命名された。
  - ミュージック・ビデオが制作されており、本アルバム発売前日である2023年10月3日よりMr.Childrenの公式YouTubeチャンネルで公開されている[64]。クリエイティブ・ディレクターは稲垣哲朗 (KITE Inc.) が務め[65]、25thシングル「くるみ」のミュージック・ビデオを使用およびセルフ・オマージュしたものとなっている[39]。これは本楽曲のレコーディング中に桜井が「くるみ」のミュージック・ビデオに本楽曲の音源を当てて観ていたことがきっかけとなった[66][39]。新たに撮影されたパートではメンバー全員が出演しており、「くるみ」と同じく多摩川の河川敷で撮影が行なわれた[67]。
3. 青いリンゴ
4. Are you sleeping well without me?
5. LOST
6. アート=神の見えざる手
  - ラップやポエトリーリーディングに近い楽曲[68]。
  - 歌詞の「、、、」と伏字となっている箇所は「ペニス」と歌われており、自主規制音がかぶせられている。
7. 雨の日のパレード
8. Party is over
9. We have no time
  - 歌詞にブルース・リーが登場する。
10. ケモノミチ
  - ホールツアー『Mr.Children tour 2023/24 miss you』初日である2023年9月16日より先行配信された[69]。同日より、本楽曲のリリック・ビデオがMr.Childrenの公式YouTubeチャンネルで公開されている[70]。
  - 本アルバム発売発表と同時にMr.Childrenの公式YouTubeチャンネルで公開されたアルバムのティザー映像では、桜井が本楽曲を弾き語りするシーンが使用されている。
  - 2024年4月12日より、本楽曲のミュージック・ビデオがMr.Childrenの公式YouTubeチャンネルで公開されている[71]。メンバー全員が出演しており、同年3月8日に公開されたアーティスト写真撮影の1か月後に改めて本映像の撮影が行なわれた。本映像では、ホールツアー『Mr.Children tour 2023/24 miss you』のライブ音源が使用されている[72]。
11. 黄昏と積み木
12. deja-vu
  - 本楽曲に参加した小谷美紗子について、桜井は「この曲に小谷さんがピアノを入れてくれた時、歌はDEMOのまんまの歌なんだけど、まるで歌の内容が違って聴こえるくらいで、音楽ってすごいなって改めて感じさせていただきました」と語っている[45]。
13. おはよう

## 参加ミュージシャン
- Mr.Children
  - 桜井和寿
  - 田原健一
  - 中川敬輔
  - 鈴木英哉
- 山本拓夫：Soprano Sax (#3), Tenor Sax (#9, #12), Baritone Sax (#9), Flute (#12), Alto Flute (#12)
- 西村浩二：Trumpet (#12), Flugel Horn (#12)
- Simon Hale：Piano (#4)
- 小谷美紗子：Piano (#12, #13), Chorus (#13)
- Will Fry：Conga (#5), Cajon (#5), Djembe (#5), Shaker (#5)
- Everton Nelson：String leader (#10), Violin (#10)
- Natalia Bonner：Violin (#10)
- Tom Pigott-Smith：Violin (#10)
- Ian Humphries：Violin (#10)
- Richard George：Violin (#10)
- Louisa Fuller：Violin (#10)
- Marianne Haynes：Violin (#10)
- Charlie Brown：Violin (#10)
- Steve Morris：Violin (#10)
- Kate Robinson：Violin (#10)
- Bruce White：Viola (#10)
- Reiad Chibah：Viola (#10)
- John Metcalfe：Viola (#10)
- Clifton Harrison：Viola (#10)
- Ian Burdge：Cello (#10)
- Chris Worsey：Cello (#10)
- Caroline Dale：Cello (#10)
- Tony Woollard：Cello (#10)
- Stacey Watton：Double Bass (#10)

## ライブ映像作品
| 曲名                              | 作品名        |
| --------------------------------- | ------------- |
| I MISS YOU                        | miss you LIVE |
| Fifty's map ～おとなの地図        | miss you LIVE |
| 青いリンゴ                        | miss you LIVE |
| Are you sleeping well without me? | miss you LIVE |
| LOST                              | miss you LIVE |
| アート=神の見えざる手             | miss you LIVE |
| 雨の日のパレード                  | miss you LIVE |
| Party is over                     | miss you LIVE |
| We have no time                   | miss you LIVE |
| ケモノミチ                        | miss you LIVE |
| おはよう                          | miss you LIVE |